# Gouda Goverwelle vasútállomás
Gouda Goverwelle vasútállomás vasútállomás Hollandiában, Gouda városában.

## Vasútvonalak
Az állomást az alábbi vasútvonalak érintik:
- Utrecht–Rotterdam-vasútvonal

## Kapcsolódó állomások
A vasútállomáshoz az alábbi állomások vannak a legközelebb:
- Gouda vasútállomás
- Woerden vasútállomás